# 변수분리법
수학에서, 변수분리법(變數分離法, 영어: separation of variables)은 변수가 여러 개인 함수에 대한 편미분 방정식과 상미분 방정식의 한 쪽 변에 한 변수를 몰아 옮긴 후, 각 변수에 대해 따로 방정식을 세워 쉽게 풀기 위한 방법이다.

## 상미분 방정식
상미분 방정식이 다음과 같은 꼴로 쓰일 수 있다고 할 때,
{\displaystyle {\frac {d}{dx}}f(x)=g(x)h(f(x)),\qquad \qquad (1)}
{\displaystyle y=f(x)}로 놓아 좀 더 간단한 꼴로 만들면:
{\displaystyle {\frac {dy}{dx}}=g(x)h(y).}
h(y) ≠ 0 일 때 양변을 h(y)로 나눠서, 다음과 같은 꼴을 만들 수 있다:
{\displaystyle {dy \over h(y)}={g(x)dx},}
이렇게 했을 때, x 와 y 가 각 등호의 한쪽 편에만 나타난 모양을 변수분리되었다고 한다.

### 다른 표기법
고등학교 수학에 쓰인 표기법만으로는 {\displaystyle dx}, {\displaystyle dy} 라는 표현이 거북할 수 있을 것이다. 이럴 경우 방정식을 다음과 같은 꼴로 써도 무방하다.
{\displaystyle {\frac {1}{h(y)}}{\frac {dy}{dx}}=g(x),}
하지만 이 방법을 쓸 때 왜 이 방정식 모양이 "변수분리" 라고 불리는 지 나타나지 않는다.
이를 좀 더 잘 보이기 위해 양변을 {\displaystyle x}에 대해 적분하면,
{\displaystyle \int {\frac {1}{h(y)}}{\frac {dy}{dx}}\,dx=\int g(x)\,dx,\qquad \qquad (2)}
라는 방정식을 얻을 수 있으며, 이를 치환적분을 통해 다른 방식으로 나타내면
{\displaystyle \int {\frac {1}{h(y)}}\,dy=\int g(x)\,dx}
꼴로, "변수분리"의 뜻이 명확한 표현을 얻을 수 있다.
이 양변의 적분을 할 수 있으면 방정식(1) 에 대한 해를 얻게 되는 것이다. 이때 {\displaystyle {\frac {dy}{dx}}}를 일반 분수처럼 써서 {\displaystyle dx}, {\displaystyle dy}를 옮긴 것과 같은 모양을 얻을 수 있다는 것에 주목할 수 있다.

## 편미분 방정식
n개의 변수에 대한 함수 F 가 다음과 같은 꼴로 주어졌다고 하자.
{\displaystyle F(x_{1},x_{2},\dots ,x_{n})}
이에 대한 편미분 방정식을 풀어야 할 때, 때때로 다음과 같은 모양을 한 답이 있을 수 있는지 시도해 보는 것이 편리할 때가 있다.
{\displaystyle F=F_{1}(x_{1})\cdot F_{2}(x_{2})\cdots F_{n}(x_{n})}
다음과 같은 함수가 답일 수 있는지 시도해 보는 것도 가능하다.
{\displaystyle F=f_{1}(x_{1})+f_{2}(x_{2})+\cdots +f_{n}(x_{n})}
이 때 , 편미분방정식이 상미분방정식의 묶음으로 표현될 수 있으며, 변수분리상수라는 것이 도입될 수 있다. 이 방법으로 풀 수 있는 방정식을 변수분리 가능한 편미분방정식이라고 한다.

## 참고 문헌
- A. D. Polyanin, Handbook of Linear Partial Differential Equations for Engineers and Scientists, Chapman & Hall/CRC Press, Boca Raton, 2002. ISBN 1-58488-299-9.